# Drome Racers
Drome Racers är ett Lego-racingspel utvecklat av Attention To Detail. Spelet släpptes 2002 till Microsoft Windows, Nintendo Gamecube, Game Boy Advance och Playstation 2.  

## Gameplay
Spelet utspelar sig under år 2015 där man ska vinna race i olika miljöer. Det finns 3 huvudtyper av banor, terräng-, stads- och dragracing-banor. På varje bana finns 2 rutter att välja mellan, samt möjligheten att köra åt omvänt håll, sammanlagt 4 variationer. I var och en av dessa typer finns en uppsättning på 6 bilar. I spelet finns ett karriärsläge där man startar med en bil för varje typ av bana, sedan kan man låsa upp övriga bilar och nya banor. 

## Minimumssystemkrav
- Windows 98, Windows ME, Windows 2000, Windows XP
- Pentium III 500 MHz
- 1.1 GB fritt hårddisksutrymme
- 64 MB RAM-minne
- DirectX 8.1 kompatibelt ljudkort
- 16 MB DirectX 8.1 kompatibelt grafikkort